# 热列兹诺多罗日内 (楚河区)
热列兹诺多罗日内（俄语：Железнодорожный，意为“铁路”）是吉尔吉斯斯坦楚河州楚河区下辖的一个村。根据2009年吉尔吉斯共和国人口普查，全村人口为77人。